# René-Laennec-Denkmal

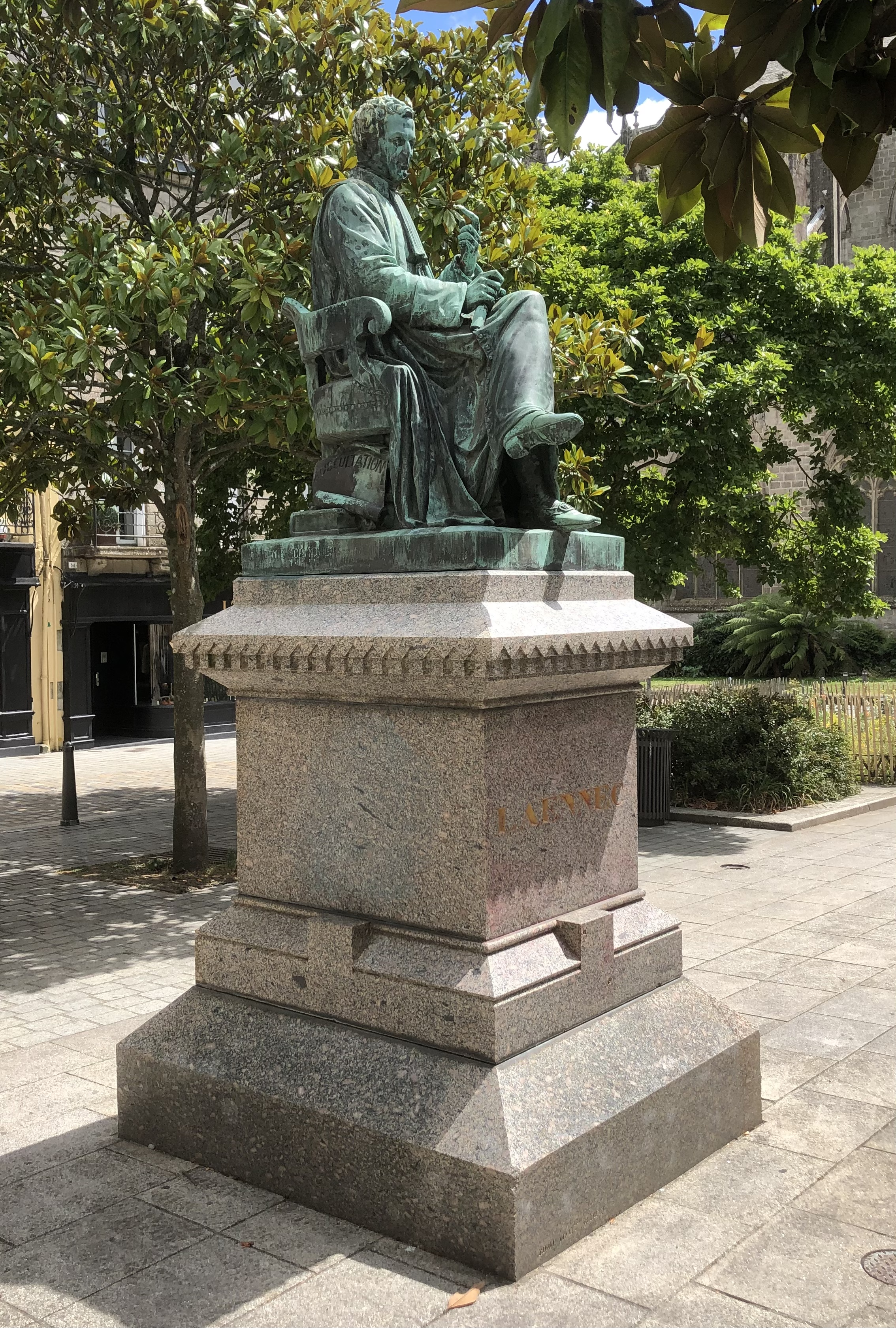
René-Laennec-Denkmal im Jahr 2022

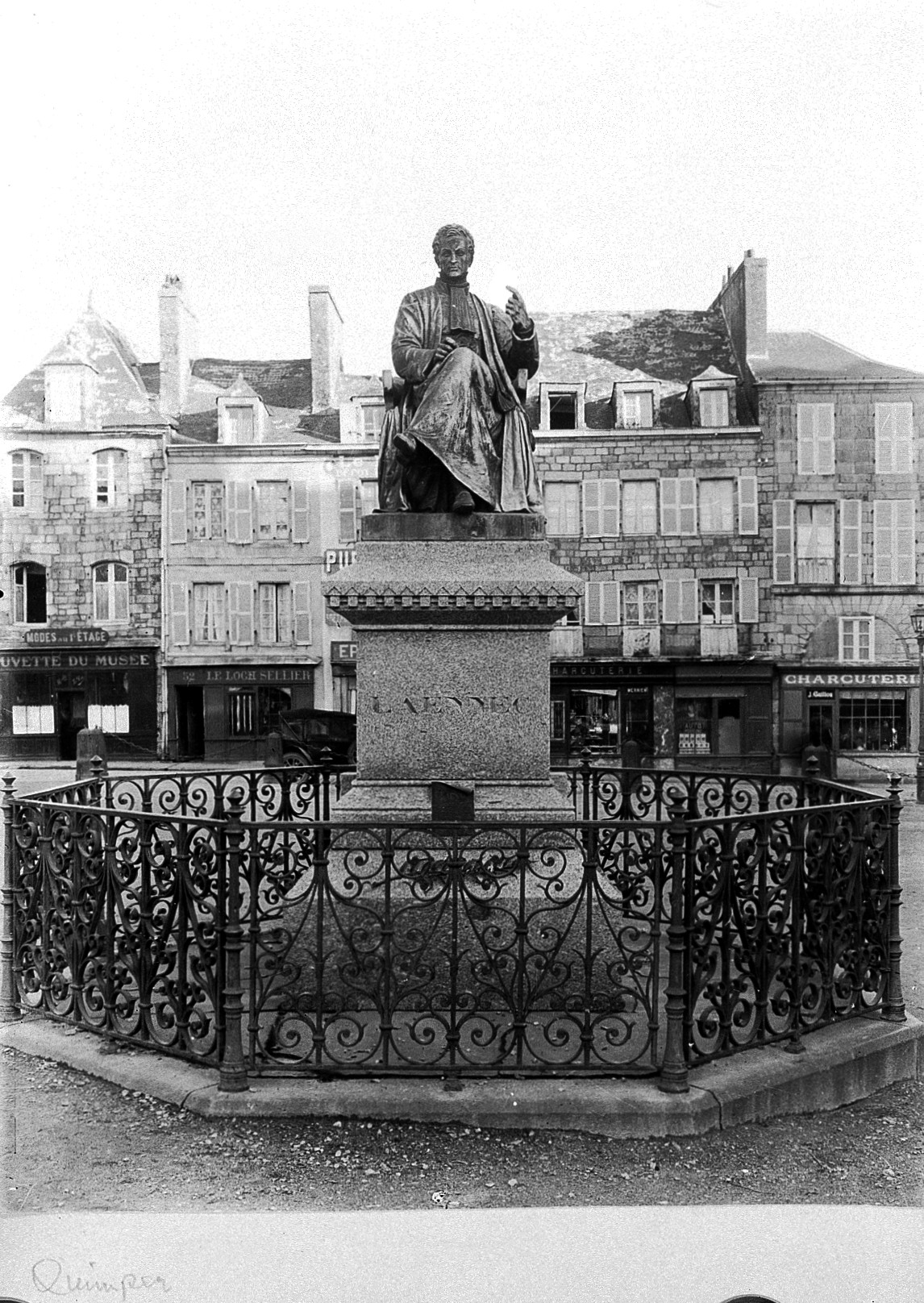
Ursprüngliche Gestaltung

Das René-Laennec-Denkmal ist ein Denkmal für den französischen Arzt René Laennec (1781–1826) in Quimper in der Bretagne in Frankreich.

## Lage
Es befindet sich im Stadtzentrum von Quimper auf dem Square René Théophile Laennec, der sich unmittelbar östlich an den Place Saint-Corentin anschließt. Südlich steht die Kathedrale Saint-Corentin.

## Geschichte
Das Denkmal erinnert an den in Quimper geborenen Arzt René Laennec, der als Erfinder des Stethoskops bekannt wurde.
Der Stadtrat von Quimper beschloss am 7. November 1864 unter Vorsitz des Bürgermeisters Edouard Porquier ein Denkmal zu Ehren Laennecs auf dem Place Saint-Corentin zu errichten. Der Beschluss ging auf eine Initiative des Präsidenten der Ärztekammer von Finistère, Halléguen, zurück.
Zur Umsetzung des Beschlusses wurde von der Ärztekammer eine Kommission eingerichtet. Mit der künstlerischen Umsetzung wurde der Bildhauer Eugène-Louis Lequesne beauftragt. Für den Lageplan und den Sockel war der Architekt Joseph Bigot verantwortlich. Um das Denkmal gut zur Geltung zu bringen, empfahl Bigot die Entfernung von zwölf jungen, am Rand des Platzes stehender Linden. Um die Statue wurden vier Rasenstreifen angelegt und das Denkmal mit einem schmiedeeisernen Zaun eingefasst. Die Finanzierung erfolgte durch den Ärzteverband, der das Denkmal der Stadt Quimper schenkte. Bis 1867 waren 20.000 Französische Franc gesammelt.
Am 15. August 1868 wurde das Denkmal mit größeren Feierlichkeiten samt Festumzug, Verteilung von Hilfsleistungen an Arme und Illumination von Platz und Rathaus eingeweiht. Neben dem Bürgermeister François Veisseyre nahm auch der Präfekt an der Einweihungszeremonie teil. Ursprünglich war eine Einweihung bereits für Mai 1868 vorgesehen, dieses frühere Datum ist noch heute am Denkmal vermerkt.
Im Zweiten Weltkrieg forderten die Vichy-Behörden eine Einschmelzung der Statue. Während andere Statuen Quimpers tatsächlich abgebaut worden, widersetzte sich der Quimper Stadtarchitekt Clet Louarn. Er verwies auf den künstlerischen Wert der Statue und darauf, dass andere abgebauten Statuen noch ungenutzt waren. Trotzdem beauftragte die Verwaltung den Bildhauer Quillivic mit der Schaffung einer Version aus Stein, um so die Nutzung der Bronzestatue zu ermöglichen. Letztlich kam es jedoch nicht mehr zum Abbau, so dass das Denkmal erhalten blieb.
Im Jahr 1998 wurde der Platz neu gestaltet und das Denkmal dabei an die nordöstliche Ecke umgesetzt.

## Gestaltung
Das Denkmal besteht aus einer Laennec darstellenden Bronzestatue. Die Statue sitzt auf einem Stuhl unter dem Bücher liegen. Auf den Büchern sind die Begriffe Auscultation und Traite de l’auscult[ation] zu erkennen. In der rechten Hand hält er das von ihm erfundene Stethoskop. Auf der nach Westen ausgerichteten Vorderseite befindet sich auf dem aus Granit gefertigten Sockel die Inschrift:
Auf der Rückseite befindet sich eine französischsprachige Inschrift.
(Deutsch etwa: Für den Erfinder der Auskultation. / Laennec René-Théophile-Hyacinthe. / Geboren in Quimper am 17. Februar 1781. / Gestorben in Ploaré 1826. / Professor an der Medizinischen Fakultät von Paris / und dem Collège de France / Mitglied der Akademie der Medizin. / Dieses Denkmal wurde errichtet / vom Allgemeinen Ärzteverband Frankreichs / und der Bretagne / und von französischen und ausländischen Ärzten / Mai 1868.)